# Aleksandr Bury
Aleksandr Bury, nacido el 14 de septiembre de 1987, es un tenista profesional bielorruso.

## Carrera
Su ranking más alto a nivel individual fue el puesto n.º 366, alcanzado el 10 de febrero de 2014. A nivel de dobles alcanzó el puesto n.º 59 el 19 de octubre de 2015.
Hasta el momento ha obtenido seis títulos de la categoría ATP Challenger Series, en la modalidad de dobles.

### Copa Davis
Desde el año 2009 es participante del Equipo de Copa Davis de Bielorrusia. Tiene en esta competición un récord total de partidos ganados/perdidos de 7/3 (2/1 en individuales y 5/2 en dobles).

## Títulos ATP (1; 0+1)
| Leyenda                         |
| Grand Slam (0)                  |
| ATP Wourld Tour Finals (0)      |
| ATP Masters 1000 World Tour (0) |
| ATP World Tour 500 series (0)   |
| ATP World Tour 250 series (1)   |

| N.º | Fecha               | Torneos | Superficie    | Pareja        | Oponentes                          | Resultado        |
| --- | ------------------- | ------- | ------------- | ------------- | ---------------------------------- | ---------------- |
| 1.  | 2 de agosto de 2015 | Gstaad  | Tierra batida | Denis Istomin | Oliver Marach Aisam-ul-Haq Qureshi | 3-6, 6-2, [10-5] |

## Títulos Challenger
| Leyenda               | Individuales | Dobles |
| --------------------- | ------------ | ------ |
| ATP Challenger Series | 0            | 6      |

### Dobles
| N.º | Fecha      | Torneo                   | Superficie | Compañero     | Oponentes en la final                | Resultado        |
| --- | ---------- | ------------------------ | ---------- | ------------- | ------------------------------------ | ---------------- |
| 1.  | 23.11.2013 | Challenger de Siberia    | Dura (i)   | Serguéi Betov | Iván Anikanov Ante Pavić             | 6:4, 6:2         |
| 2.  | 22.02.2014 | Challenger de Astaná     | Dura (i)   | Serguéi Betov | Andréi Golúbev Yevgueni Koroliov     | 6:1, 6:4         |
| 3.  | 16.05.2014 | Challenger de Samarcanda | Tierra     | Serguéi Betov | Shonigmatjon Shofayziyev Vaja Uzakov | 6:4, 6:3         |
| 4.  | 24.05.2014 | Challenger de Qarshi     | Dura       | Serguéi Betov | Maoxin Gong Hsien-yin Peng           | 7:5, 1:6, 10:6   |
| 5.  | 14.06.2014 | Challenger de Fergana    | Dura       | Serguéi Betov | Nicolás Barrientos Stanislav Vovk    | 6:76, 7:61, 10:3 |
| 6.  | 13.07.2014 | Challenger de Portoroz   | Dura       | Serguéi Betov | Ilija Bozoljac Flavio Cipolla        | 6:0, 6:3         |